# Zoran Josipovic
Zoran Josipovic (sinh ngày 25 tháng 8 năm 1995) là một cầu thủ bóng đá người Thụy Sĩ thi đấu cho FC Chiasso.